# Magyar Hiszekegy

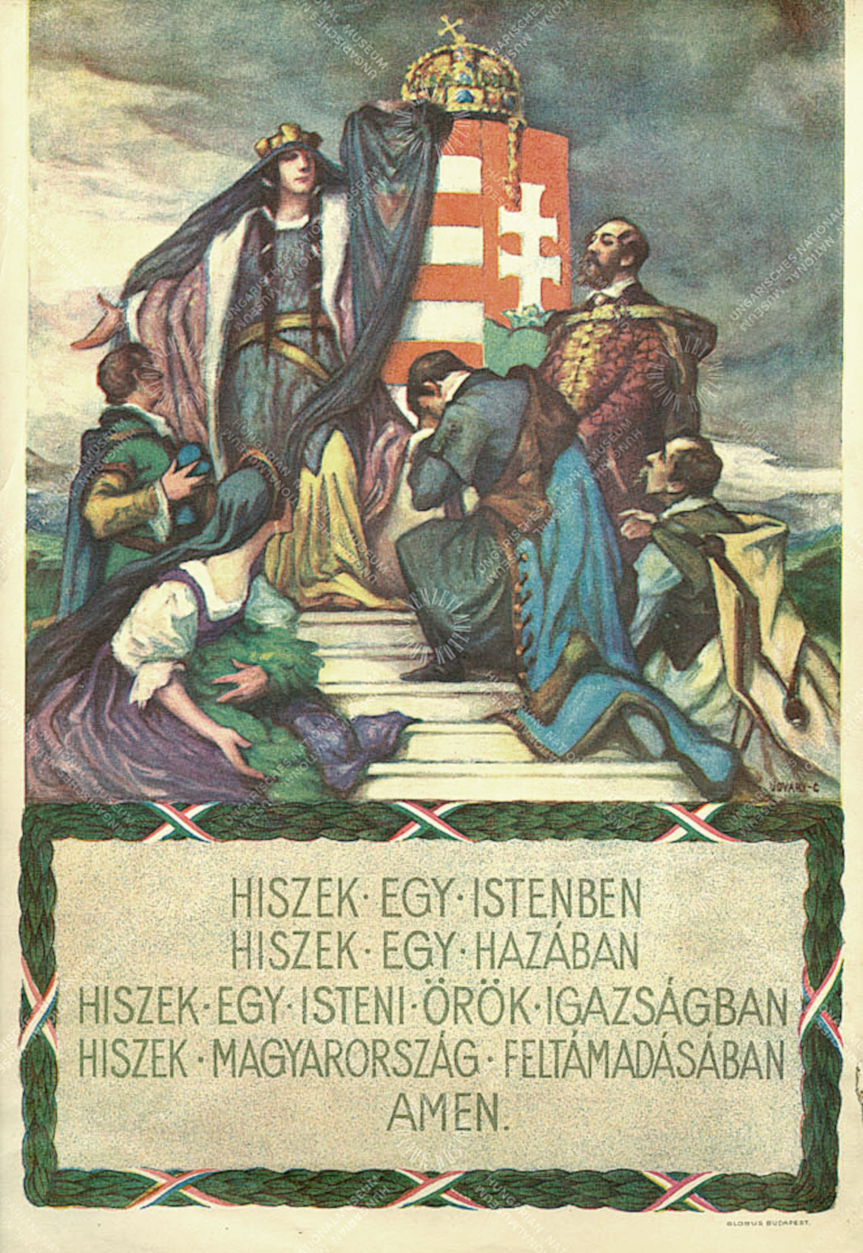
Korabeli magyar irredenta plakát a Magyar Hiszekegy szövegével

A Magyar Hiszekegy a Magyarország Területi Épségének Védelmi Ligája és a Védő Ligák Szövetsége által 1920-ban kiírt, a magyarság akkori életérzését a trianoni békeszerződéssel kapcsolatban megjeleníteni hivatott pályázatra érkezett pályamű, Papp-Váry Elemérné Sziklay Szeréna tollából. 
Az eredetileg három soros ima a Horthy-korszak „nemzeti imája” lett. A később Hitvallás címen 15 szakaszossá bővített verset Szabados Béla zenésítette meg. Az ima, illetve belőle a dal olyan korszakban keletkezett, amelyben nem volt olyan politikai irányzat, mely ne értett volna egyet a határrevízióval.

## A pályázat
A Területvédő Liga és a Védő Ligák Szövetsége céljuknak Magyarország területi integritásának megőrzését tűzték ki, a trianoni békeszerződés aláírása után pályázatot hirdetett egy maximum húsz szavas imára, fohászra, illetve egy maximum tíz szavas jelmondat megírására, amelyek híven kifejezik, hogy az ország nem nyugszik bele területei elvesztésébe, és minden lehetséges módon küzdeni fog azok visszaszerzéséért.
A pályázat eredeti szövege így hangzott:
„A Védő Ligák Szövetsége pályázatot hirdet:
1. legfeljebb husz szóból álló imára, fohászra és
2. legfeljebb tiz szóból álló jelmondatra.
Ugy az ima vagy fohász, mint a jelmondat azt a gondolatot fejezze ki, hogy minden törekvésünk elrabolt országrészeink visszafoglalására irányuljon és addig nem lesz pihenésünk, míg hazánk ujból egységes nem lesz.”
A Rákosi Jenő által elnökölt bírálóbizottság Papp-Váry Elemérné Sziklay Szeréna költőnő Magyar Hiszekegy című írását hirdette ki győztesnek az ima és B. Szabó Mihály nyugalmazott főispán „Csonka Magyarország nem ország, egész Magyarország mennyország” frázisát a jelmondat kategóriában. Az ima a Horthy-korszak „nemzeti imádsága”, a jelmondattal együtt pedig a magyar irredentizmust és területi revizionizmust máig kifejező „himnusza”, illetve jelmondata lett. Utóbbinak gyakori verziója, átirata még a „Csonka Magyarország nem ország, Nagy-Magyarország mennyország”, melyben az „egész” szót a „Nagy” helyettesíti.

## Az eredeti pályamű
„Hiszek egy Istenben, hiszek egy hazában:
Hiszek egy isteni örök igazságban,
Hiszek Magyarország feltámadásában! Ámen.”

## Hitvallás
A Magyar Hiszekegy bejárta a korabeli magyar sajtót, a korszak olyan neves írónak műveivel együtt jelent meg az Irredenta c. kötetben (1921), mint Heltai Jenő vagy Herczeg Ferenc. Jelentőségét mutatja, hogy Plohn József fényképészt és reklámszövegírót 1923-ban nemzetgyalázás vádjával perbe fogták és elítélték, amiért a vershez hozzátoldotta a „hiszek a Porter sör nagy diadalában” sort.
Műve sikerén felbuzdulva Papp-Váryné 1921-ben Hitvallás címmel tizenöt szakaszos verssé bővítette ki. Ennek megzenésítésére még abban az évben pályázatot írtak ki, amelyet Szabados Béla nyert meg. A szöveg egyes átirataiban, újrakiadásaiban itt-ott eltér az alábbi eredetitől (hogy szándékosan, vagy hanyagságból, nem ismert).
Hiszek egy Istenben, hiszek egy hazában,
Hiszek egy isteni örök igazságban,
Hiszek Magyarország feltámadásában.
Ez az én vallásom, ez az én életem,
Ezért a keresztet vállaimra veszem,
Ezért magamat is reá feszíttetem.
Szeretném harsogni kétkedők fülébe,
Szeretném égetni reszketők lelkébe,
Lángbetűkkel írni véres magyar égre:
Ez a hit a fegyver, hatalom és élet,
Ezzel porba zúzod minden ellenséged,
Ezzel megválthatod minden szenvedésed.
E jelszót, ha írod lobogód selymére,
Ezt, ha belevésed kardod pengéjébe,
Halottak országát feltámasztod véle.
Harcos, ki ezt hiszed, csatádat megnyerted,
Munkás, ki ennek élsz, boldog jövőd veted,
Asszony, ki tanítod, áldott lesz a neved.
Férfi, ki ennek élsz, dicsőséget vettél,
Polgár, ki ezzel kélsz, új hazát szereztél,
Magyar, e szent hittel mindent visszanyertél.
Mert a hit az erő, mert aki hisz, győzött,
Mert az minden halál és kárhozat fölött
Az élet Urával szövetséget kötött.
Annak nincs többé rém, mitől megijedjen,
Annak vas a szíve minden vésszel szemben,
Minden pokol ellen, mert véle az Isten!
Annak lába nyomán zöldül a temető,
Virágdíszbe borul az eltiport mező,
Édes madárdaltól hangos lesz az erdő.
Napsugártól fényes lesz a házatája,
Mézes a kenyere, boldogság tanyája,
Minden nemzetségén az Isten áldása.
Magyar! te most árva, elhagyott, veszendő,
Minden nemzetek közt lenn a földön fekvő,
Magyar legyen hited s tied a jövendő.
Magyar, legyen hited és lészen országod,
Minden nemzetek közt az első, az áldott,
Isten amit néked címeredbe vágott.
Szíved is dobogja, szavad is hirdesse,
Ajkad ezt rebegje, reggel, délben, este,
Véreddé hogy váljon az ige, az eszme:
Hiszek egy Istenben, hiszek egy hazában,
Hiszek egy isteni örök igazságban,
Hiszek Magyarország feltámadásában!